# Ягстхаузен
Ягстхаузен (нем. Jagsthausen) — община в Германии, в земле Баден-Вюртемберг.
Подчиняется административному округу Штутгарт. Входит в состав района Хайльбронн. Население составляет 1551 человек (на 31 декабря 2010 года). Занимает площадь 17,67 км². Ягстхаузен лежит на реке Ягст, в 50 километрах от её устья.
Коммуна подразделяется на 3 сельских округа.

## Известные жители
- Готфрид фон Берлихинген (1480—1563) — немецкий рыцарь, детство провёл в Ягстхаузене.